# 新加坡签证政策

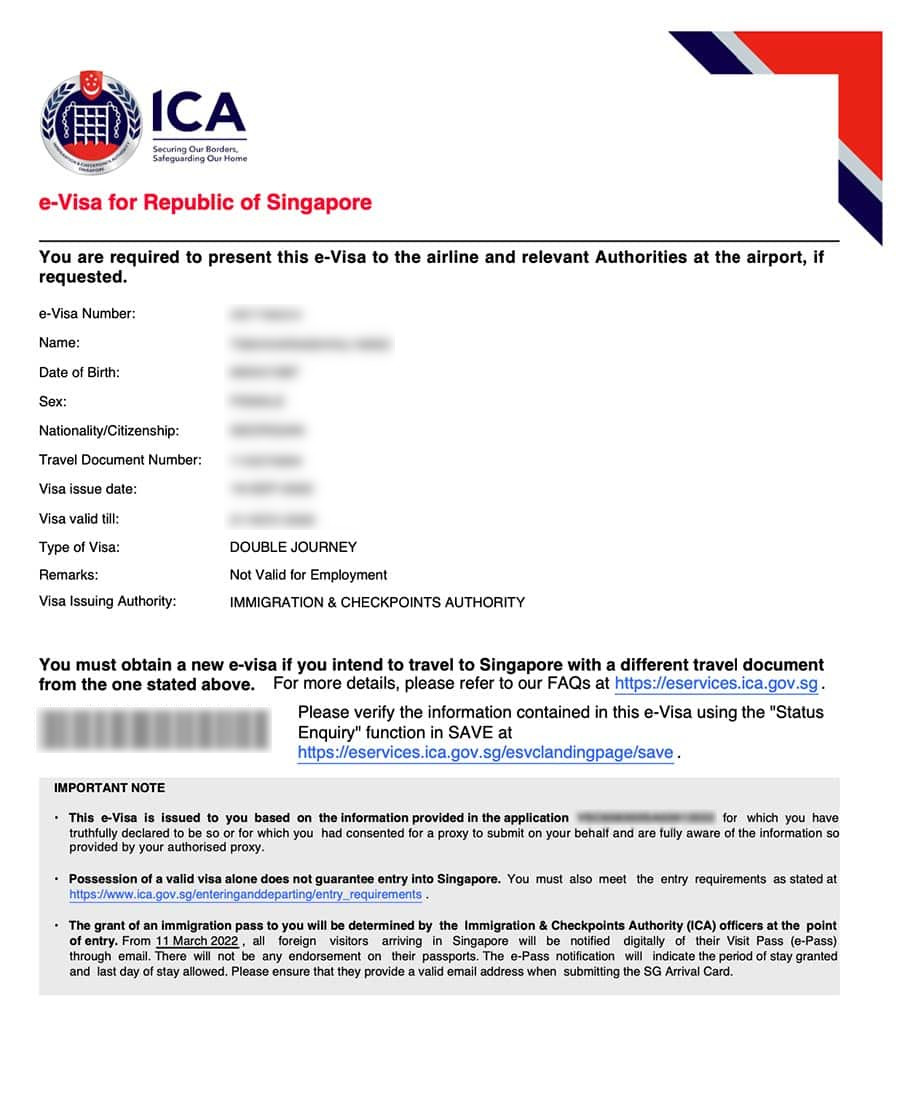
新加坡电子签证样本

新加坡的簽證政策是新加坡政府決定某非新加坡公民能否入境新加坡的政策。目前，全世界几乎80%的国家的国民都可以免签证进入新加坡并停留最多30至90天，只有36个国家的国民需要申请签证进入新加坡，这些国家被分为两个层次，层次一的国家国民可以申请电子签证，层次二的国家公民必须申请传统签证。 

## 入境新加坡

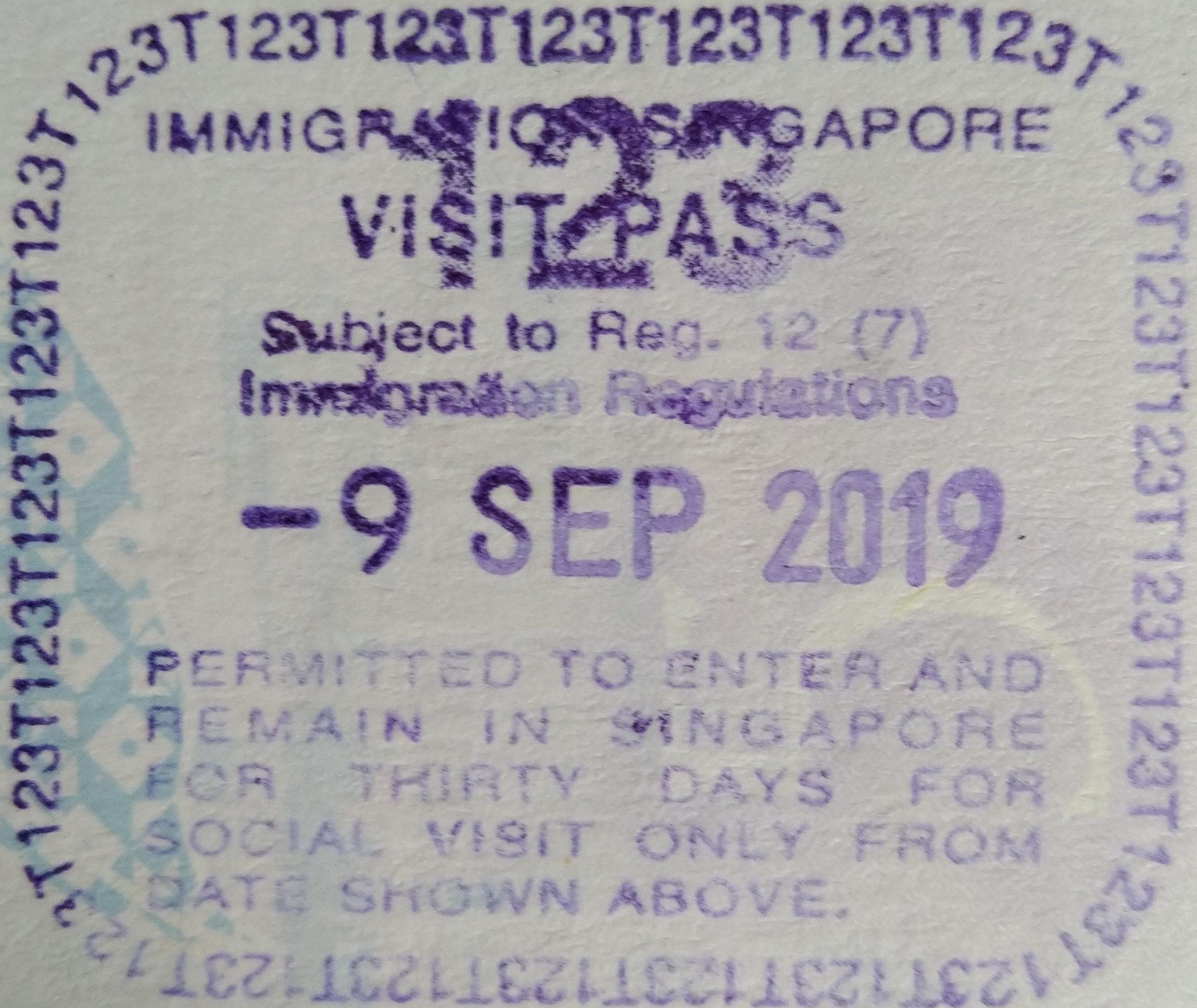
新加坡入境章(自2019年4月22日起，新加坡不再提供出境章，自2021年10月21日起不再提供有入境章)

入境新加坡的旅客须出示其有效新加坡护照或能證實新加坡公民身份的任何其他规定证明，否則應該出示以下文件：
- 有效期超过6个月的护照或其他旅行证件
- 新加坡签证（如非豁免國家國民）
- 入境许可证、再入境许可证或身份证明（如適用）
- 续程或回程的机/船/车票
- 足够的资金证明
- 如需要，须持有前往下一个目的地的签证
- 填写完成的新加坡出入境卡
- 国际疫苗接种证明（主要是黃熱病疫苗接种证明；部分国家适用）

如果新加坡簽證持有人的上述資料無法被證實，新加坡移民与关卡局官員可拒絕其入境。

#### 新加坡入境卡
入境新加坡之前，所有旅客（包括新加坡公民）都必须在线向新加坡移民与关卡局提交新加坡入境卡 （页面存档备份，存于） ，其中提供个人信息、旅行详细信息和健康声明。但新加坡公民如果通过陆路（主要是新马边境）进入新加坡，则无需提交新加坡入境卡。
因新加坡的纸质入境卡自2020年起停止使用
，因此所有旅客都必须填写新加坡电子入境卡。电子入境卡必须在抵达新加坡日期前三天内通过线上提交，以避免出入境检查时出现不必要的延误。
电子入境卡是免费的，但它不能代替签证。

## 簽證政策地圖

新加坡
免签证(90天)
免签证(30天)
需要签证
•电子签证(通过当地联系人或授权代理)
•传统签证(没有当地联系方式或授权代理人)

## 免签证
以下163个国家和地区的公民可以无需签证进入新加坡，停留最长期限如下，實際逗留期限由移民與關卡局(ICA)的官員決定:
| - 所有欧盟公民 \| - 阿根廷 \| - 新西兰 - 挪威 \| - 瑞士 \| - 英国1 - 美国 \| \| |                 |        |                |  |
| - 阿根廷                                                                        | - 新西兰 - 挪威 | - 瑞士 | - 英国1 - 美国 |  |

| - 阿根廷 | - 新西兰 - 挪威 | - 瑞士 | - 英国1 - 美国 |  |

| - 所有东盟成员国公民 \| - 阿尔巴尼亚 - 安道尔 - 安哥拉 - 安地卡及巴布達 - 巴哈马 - 巴林 - 不丹 - 玻利维亚 - 巴西 - 布吉納法索 - 喀麦隆 - 加拿大 - 中非 \| - 中国大陆1 - 智利 - 哥伦比亚 - 刚果共和国 - 刚果民主共和国 - 古巴 - 多米尼克 - 薩爾瓦多 - 赤道几内亚 - 衣索比亞 - 斐济 - 加彭 \| - 格瑞那達 - 几内亚 - 海地 - 香港1 - 冰島 - 以色列 - 牙买加 - 日本 - 基里巴斯 - 科威特 - 賴索托 - 利比里亚 - 列支敦斯登 \| - 澳門1 - 马达加斯加 - 马拉维 - 馬爾地夫 - 马绍尔群岛 - 毛里塔尼亚 - 模里西斯 - 墨西哥 - 密克羅尼西亞聯邦 - 摩納哥 - 蒙古国 - 蒙特內哥羅 - 莫桑比克 - 纳米比亚 - 瑙鲁 - 尼泊尔 - 尼加拉瓜 - 尼日尔 - 北馬其頓 - 阿曼 \| - 帛琉 - 巴拿马 - 巴拉圭 - 秘魯 - 卢旺达 - 圣基茨和尼维斯 - 圣卢西亚 - 萨摩亚 - 圣马力诺 - 聖多美和普林西比 - 沙烏地阿拉伯 - 塞内加尔 - 塞爾維亞 - 塞舌尔 - 所罗门群岛 - 南非 - 斯里蘭卡 \| - 苏里南 - 臺灣2 - 坦桑尼亚 - 东帝汶 - 多哥 - 千里達及托巴哥 - 土耳其 - 乌干达 - 阿联酋3 - 乌拉圭 - 梵蒂冈 - 委內瑞拉 - 尚比亞 - 辛巴威 \| \| | | | | | |  |
| - 阿尔巴尼亚 - 安道尔 - 安哥拉 - 安地卡及巴布達 - 巴哈马 - 巴林 - 不丹 - 玻利维亚 - 巴西 - 布吉納法索 - 喀麦隆 - 加拿大 - 中非 | - 中国大陆1 - 智利 - 哥伦比亚 - 刚果共和国 - 刚果民主共和国 - 古巴 - 多米尼克 - 薩爾瓦多 - 赤道几内亚 - 衣索比亞 - 斐济 - 加彭 | - 格瑞那達 - 几内亚 - 海地 - 香港1 - 冰島 - 以色列 - 牙买加 - 日本 - 基里巴斯 - 科威特 - 賴索托 - 利比里亚 - 列支敦斯登 | - 澳門1 - 马达加斯加 - 马拉维 - 馬爾地夫 - 马绍尔群岛 - 毛里塔尼亚 - 模里西斯 - 墨西哥 - 密克羅尼西亞聯邦 - 摩納哥 - 蒙古国 - 蒙特內哥羅 - 莫桑比克 - 纳米比亚 - 瑙鲁 - 尼泊尔 - 尼加拉瓜 - 尼日尔 - 北馬其頓 - 阿曼 | - 帛琉 - 巴拿马 - 巴拉圭 - 秘魯 - 卢旺达 - 圣基茨和尼维斯 - 圣卢西亚 - 萨摩亚 - 圣马力诺 - 聖多美和普林西比 - 沙烏地阿拉伯 - 塞内加尔 - 塞爾維亞 - 塞舌尔 - 所罗门群岛 - 南非 - 斯里蘭卡 | - 苏里南 - 臺灣2 - 坦桑尼亚 - 东帝汶 - 多哥 - 千里達及托巴哥 - 土耳其 - 乌干达 - 阿联酋3 - 乌拉圭 - 梵蒂冈 - 委內瑞拉 - 尚比亞 - 辛巴威 |  |

| - 阿尔巴尼亚 - 安道尔 - 安哥拉 - 安地卡及巴布達 - 巴哈马 - 巴林 - 不丹 - 玻利维亚 - 巴西 - 布吉納法索 - 喀麦隆 - 加拿大 - 中非 | - 中国大陆1 - 智利 - 哥伦比亚 - 刚果共和国 - 刚果民主共和国 - 古巴 - 多米尼克 - 薩爾瓦多 - 赤道几内亚 - 衣索比亞 - 斐济 - 加彭 | - 格瑞那達 - 几内亚 - 海地 - 香港1 - 冰島 - 以色列 - 牙买加 - 日本 - 基里巴斯 - 科威特 - 賴索托 - 利比里亚 - 列支敦斯登 | - 澳門1 - 马达加斯加 - 马拉维 - 馬爾地夫 - 马绍尔群岛 - 毛里塔尼亚 - 模里西斯 - 墨西哥 - 密克羅尼西亞聯邦 - 摩納哥 - 蒙古国 - 蒙特內哥羅 - 莫桑比克 - 纳米比亚 - 瑙鲁 - 尼泊尔 - 尼加拉瓜 - 尼日尔 - 北馬其頓 - 阿曼 | - 帛琉 - 巴拿马 - 巴拉圭 - 秘魯 - 卢旺达 - 圣基茨和尼维斯 - 圣卢西亚 - 萨摩亚 - 圣马力诺 - 聖多美和普林西比 - 沙烏地阿拉伯 - 塞内加尔 - 塞爾維亞 - 塞舌尔 - 所罗门群岛 - 南非 - 斯里蘭卡 | - 苏里南 - 臺灣2 - 坦桑尼亚 - 东帝汶 - 多哥 - 千里達及托巴哥 - 土耳其 - 乌干达 - 阿联酋3 - 乌拉圭 - 梵蒂冈 - 委內瑞拉 - 尚比亞 - 辛巴威 |  |

### 亚太经合组织商务旅游证
持有背面栏位标有“SGP”字样的亚太经合组织商务旅行证的下列国家或地区的公民可以免签证进入新加坡并停留60天并可在入境时使用专用通道。
| - 智利 - 中国大陆 - 香港 - 印度尼西亞 - 日本 - 马来西亚 | - 墨西哥 - 新西兰 - 秘魯 - 菲律賓 - 俄羅斯 - 臺灣 - 泰國 - 越南 |  |

## 需要簽證

### 层次一国家

#### 常规处理
以下国家和地区的护照或旅行证件持有者可通过新加坡当地联系人或邻近的新加坡驻外使领馆及授权代理处办理电子签证或普通签证。签证通常在3个工作日内签发（不包括提交申请的当天），电子签证需在行前打印出来。此签证要求不适用于这些国家的非普通护照持有人（除了 ）
| - 亞美尼亞 - 白俄羅斯 - 印度 | - 摩尔多瓦 - 俄羅斯 | - 乌克兰 |  |

#### 加急处理
持有以下三种旅行证件的电子签证和普通签证申请将在 1 个工作日内得到处理（不包括提交申请的当天）
- 中华人民共和国旅行证持有人
- 香港特別行政區簽證身份書持有人
- 澳门特别行政区旅行证持有人

### 层次二国家

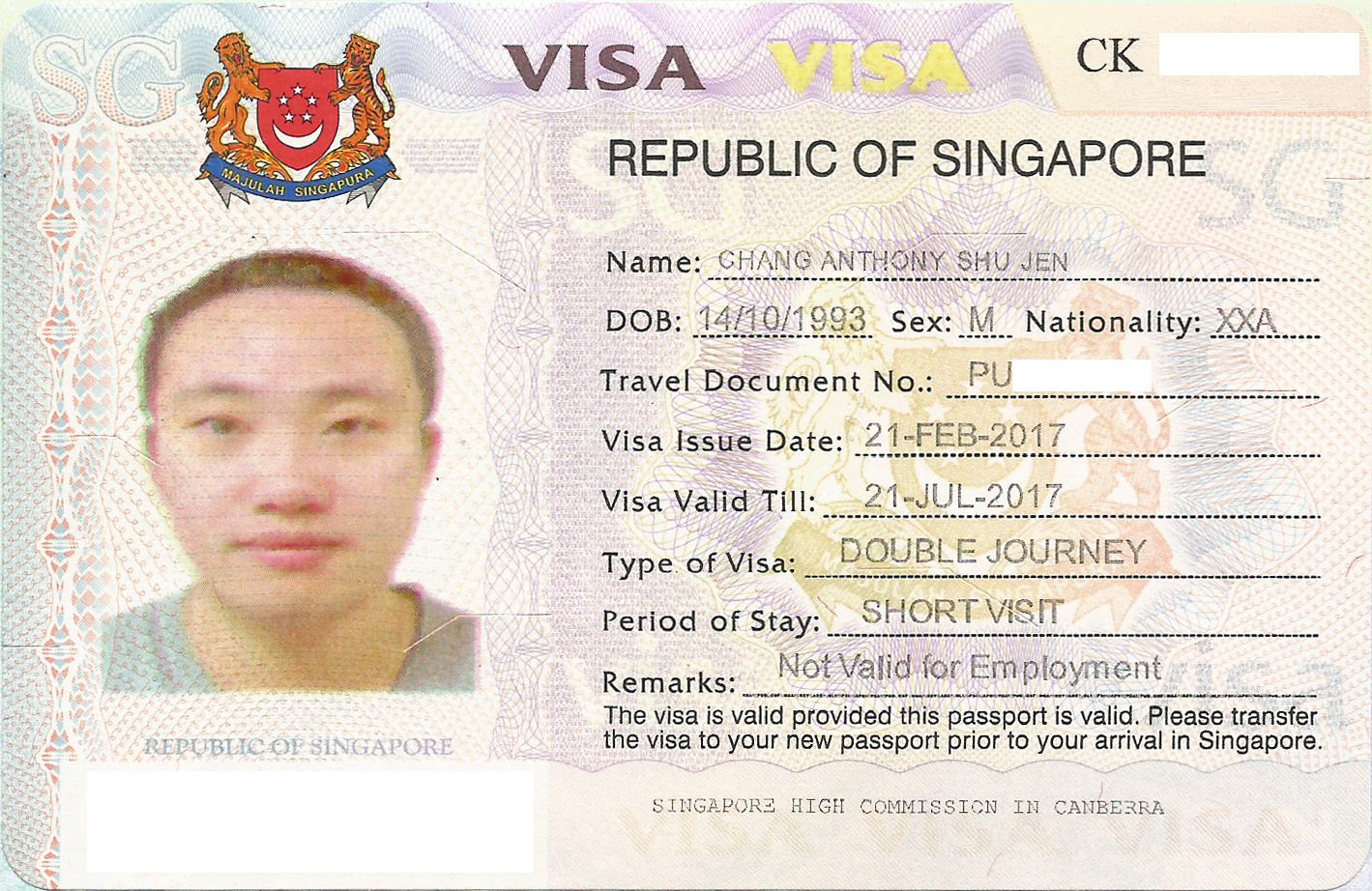
2017年新加坡向一無國籍人士發出的簽證

以下国家的公民入境新加坡必须申请签证。他们可通过新加坡当地联系人或邻近的新加坡驻外使领馆及授权代理处办理签证。签证将在3个工作日内签发，并会贴在护照内页中。
| - 阿富汗 - 阿尔及利亚 - 埃及 - 伊朗 - 伊拉克 - 约旦 | - 科索沃 - 黎巴嫩 - 利比亞 - 摩洛哥 - 奈及利亞 - 巴基斯坦 | - 巴勒斯坦 - 苏丹 - 叙利亚 - 突尼西亞 - 葉門 |

- 阿拉伯聯合酋長國臨時護照持有人
- 由中東國家中簽發的難民旅行證持有人
- 無國籍人士（任何非公民旅行證件持有者，如身份證明書和難民旅行證，無論證件上的國籍，均被新加坡移民廳視作無國籍）

## 轉機免簽證
除朝鲜外的层次一国家的公民可享受96小时过境免签证便利（Visa-Free Transit Facility，简称VFTF），但需满足以下条件：。
- 独联体国家、 、 乌克兰和 公民可通过该过境免签政策经新加坡前往第三国，抵达新加坡方式任意，离开新加坡方式必须为空路。
- 中华人民共和国旅行证、香港特区签证身份书、澳门特区旅行证和印度护照的持有人可凭澳大利亚、加拿大、日本、新西兰、英国、美国、德国、瑞士签证或长期居留证明、或可进入上述国家的有效签证或长期居留证明，即可通过该过境免签政策经新加坡前往第三国。签证或长期居留证明在抵新时有效期应在一个月以上，抵达新加坡方式任意，离开新加坡方式必须通过空路或水路。

## 强制黄热病疫苗接种
来自以下国家和地区的旅客必须持有国际疫苗接种证书才可以进入新加坡，因为这些国家和地区的境内存在黄热病传播媒介的埃及斑蚊。如果来自这些国家和地区的旅客在入境时未能提供国际疫苗接种证书，将根据新加坡《传染病法》第31条的规定，在抵达新加坡后被隔离最多六天。如果旅客反对检疫，将会被拒绝入境新加坡并遣返回原籍国或最后启程地。
| - 安哥拉 - 阿根廷 - 玻利维亚 - 巴西 - 布吉納法索 - 喀麦隆 - 中非 - 哥伦比亚 - 刚果共和国 - 刚果民主共和国 | - 赤道几内亚 - 衣索比亞 - 加彭 - 几内亚 - 利比里亚 - 毛里塔尼亚 | - 尼日尔 - 奈及利亞 - 巴拿马 - 巴拉圭 - 秘魯 - 塞内加尔 - 南蘇丹 - 苏丹 - 苏里南 - 多哥 - 千里達及托巴哥 - 乌干达 - 委內瑞拉 |  |